# Britten-Norman Trislander
Britten Norman Trislander (BN-2A Mk III Trislander ) — цивільний пасажирський літак для місцевих авіаліній, оснащений трьома поршневими двигунами . Перший політ відбувся 11 вересня 1970 року.
Більшість машин виготовлено з1970-го по 1980-й рік британською компанією Britten-Norman на острові Уайт. Літак вироблявся також у Румунії і надходив через Бельгію у Велику Британію на сертифікацію.

## Конструкція
Літак є видовженою версією Britten-Norman BN-2 Islander з повністю новою хвостовою частиною. Унікальною особливістю є розташування третього двигуна на кілі.  Як і BN-2 Islander, Trislander не оснащений гермокабіною .

## Катастрофи та аварії
Протягом періоду від першого польоту в 1970 році до лютого 2020 року було списано 26 літаків Britten-Norman Trislander; що відповідає 36 % від усіх виготовлених машин. У 8 з них загинуло 49 осіб. 

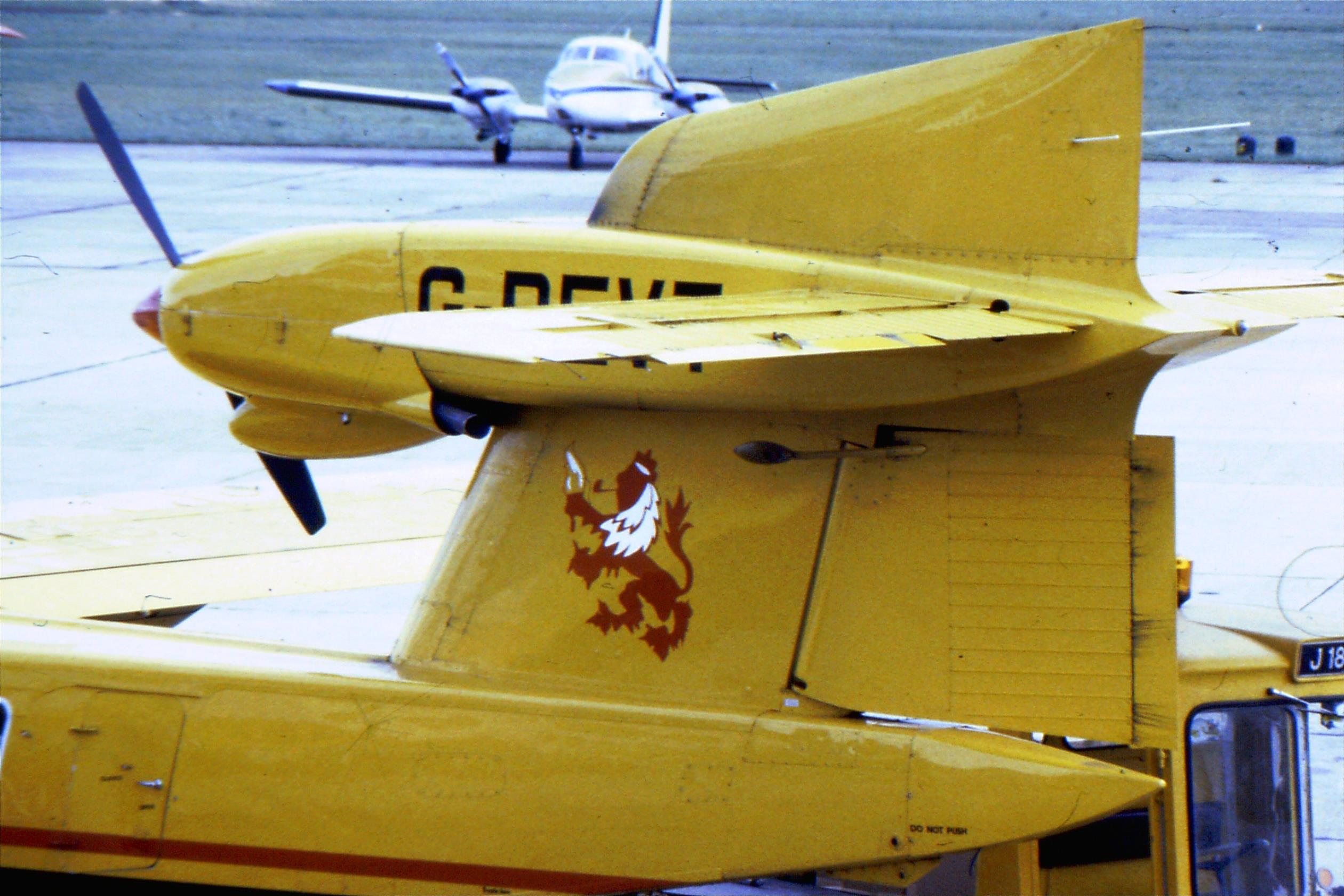
Хвостова частина з третім двигуном

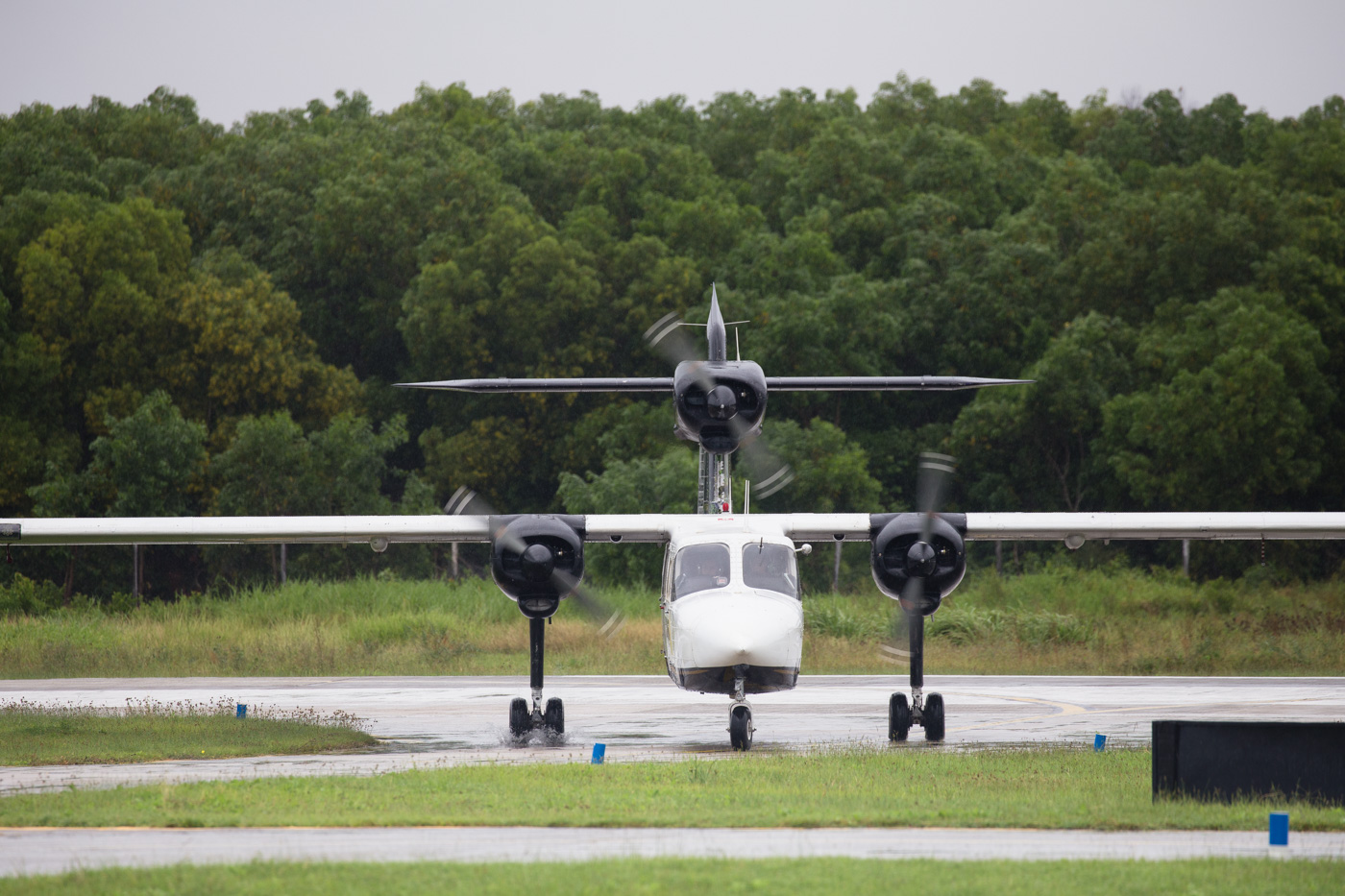
Trislander - вигляд спереду

## Технічні характеристики
Основні характеристики
- Екіпаж: 1 пілот
- Пасажиромісткість: 17 чол.
- Довжина: 15,01 м
- Розмах крила: 16,15 м
- Злітна маса: 4500 кг

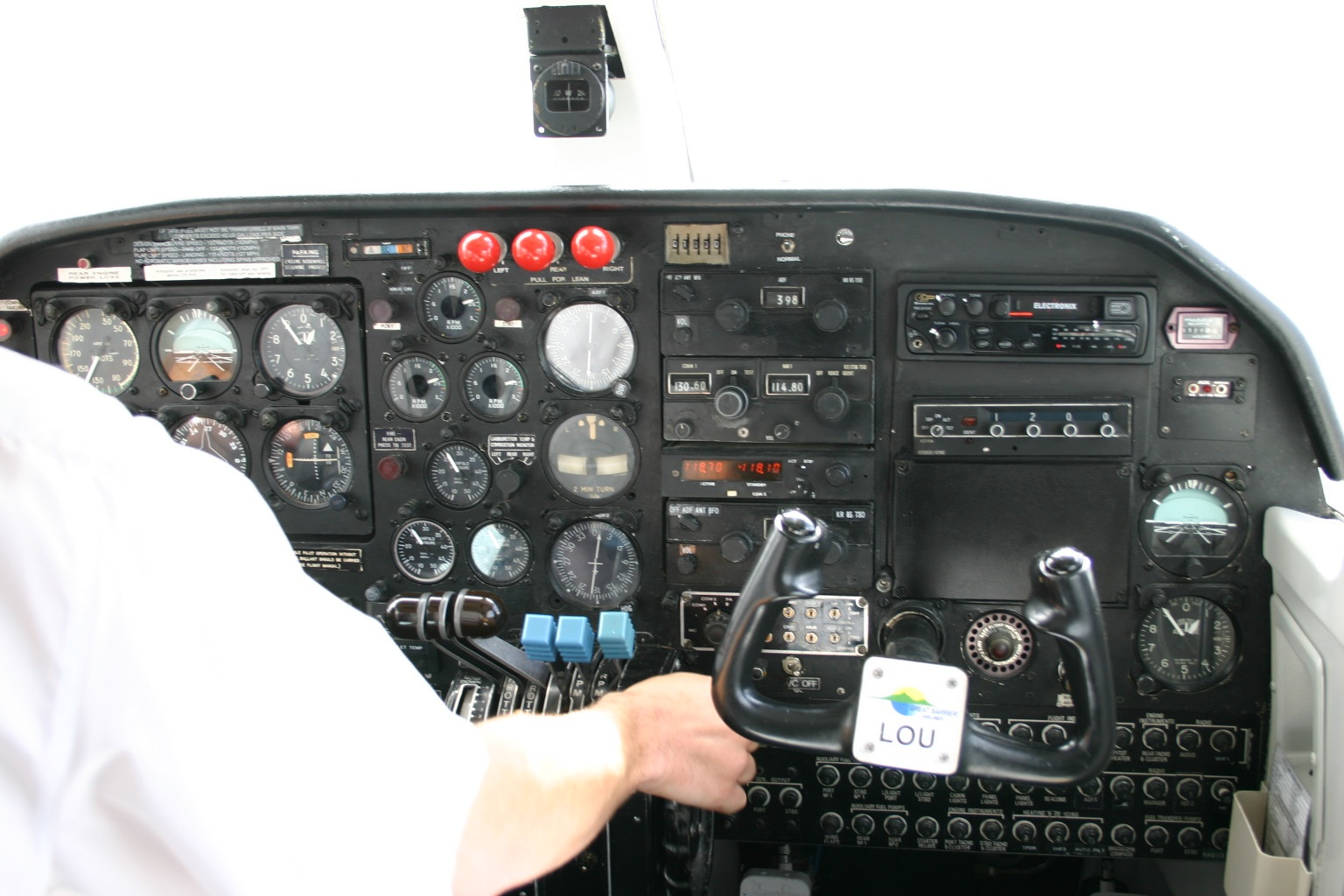
Кабіна Britten-Norman Trislander

- Силова установка: 3 × поршневий шестициліндровий Lycoming O-540-E4C5 повітряного охолодження,  260 к.с. ( 190 кВт)

Льотні характеристики
- Крейсерська швидкість: 249 км/год
- Максимальна швидкість 290 км/год
- Практична дальність: 1600 км
- Довжина розгону: 590 м
- Довжина пробігу: 440 м